# تغییرات فیزیولوژیک بارداری

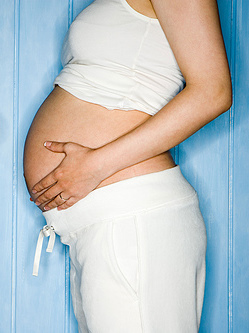
وضعیت بدن در دوران بارداری

تغییرات فیزیولوژیکی مادر در بارداری، مجموعه‌ای از سازگاریها در دوران بارداری است که در بدن زن باردار برای رشد رویان یا جنین در حال رشد اتفاق می‌افتد. این تغییرات فیزیولوژیک کاملاً طبیعی و شامل تغییرات رفتاری (مغزی)، قلبی عروقی (قلب و رگ‌های خونی)، هماتولوژیک (خونی)، متابولیک، کلیوی (کلیه)، تنفس (تنفس) و وضعیت بدن است. افزایش قند خون، تنفس و برون‌ده قلبی، همه تغییرات پیش‌بینی شده‌ای هستند که به بدن زن باردار اجازه می‌دهند شرایط مناسب رشد و تکامل جنین را فراهم کند. بدن مادر و جفت همچنین بسیاری از هورمون‌ها را تولید می‌کنند که نقش‌های گسترده‌ای در دوران بارداری دارند.

## هورمونی[۱]
زنان باردار تغییرات بسیاری را در دستگاه درون ریز بدن خود تجربه می‌کنند که از جنین در حال رشد حمایت می‌کند. مجموعهٔ جنین و جفت، هورمون‌ها و پروتئین‌های استروئیدی ترشح می‌کند که عملکرد غدد درون ریز مادر را تغییر می‌دهد. گاهی اوقات، تغییر در برخی از سطوح هورمونی و تأثیرات آن بر اندام‌های هدف آن‌ها می‌تواند منجر به دیابت بارداری و فشار خون حاملگی شود.

### واحد جنین-جفت
سطح پروژسترون و استروژن به‌طور مداوم در طول بارداری بالا می‌رود و محور هیپوتالاموس و متعاقب آن چرخه قاعدگی را سرکوب می‌کند. پروژسترون ابتدا توسط جسم زرد و سپس توسط جفت در سه‌ماهه دوم تولید می‌شود. در بدن زنان همچنین افزایش گنادوتروپین جفتی انسانی (β-hCG) اتفاق می‌افتد که توسط جفت تولید می‌گردد.

### انسولین پانکراس
جفت همچنین با تولید لاکتوژن جفت انسانی (hPL)، لیپولیز (تجزیه لیپید) مادر و متابولیسم اسیدهای چرب را تحریک می‌کند، که این فرایند باعث حفظ قند خون برای استفاده جنین می‌شود. هرچند ممکنست سبب کاهش حساسیت بافت‌های مادری به انسولین و در نتیجه احتمال دیابت حاملگی شود.

### غده هیپوفیز
غده هیپوفیز در نتیجه هایپرپلازی لاکتروتروف‌ها (مجموعه‌ای از سلول‌های هیپوفیز) در پاسخ به استروژن بالای پلاسما، تقریباً یک سوم رشد می‌کند. پرولاکتین که توسط لاکتروتروف‌ها تولید می‌شود به تدریج در طول بارداری افزایش می‌یابد و واسطه تغییر ساختار غدد پستانی از مجرا به لوبولار- آلوئولار است که تولید شیر را تحریک می‌کند.

### پاراتیروئید
تشکیل اسکلت جنین و سپس شیردهی، بدن مادر را برای حفظ سطح کلسیم خود به چالش می‌کشد. اسکلت جنین در پایان بارداری تقریباً به ۳۰ گرم کلسیم نیاز دارد. با افزایش هورمون پاراتیروئید بدن مادر تا حدودی با این کمبود کلسیم سازگار می‌شود. مکانیسم آن افزایش جذب کلسیم در روده و همچنین بازجذب کلسیم توسط کلیه‌ها است. کلسیم سرم مادر در اثر هیپوآلبومینمی مادر کاهش می‌یابد، اما سطح کلسیم یونیزه شده حفظ می‌شود.

### غدد فوق کلیوی
کورتیزول کل (Total) تا سه‌ماهه سوم به سه برابر سطح در مقایسه با افراد غیر باردار افزایش می‌یابد. افزایش استروژن در بارداری منجر به افزایش تولید گلوبولین متصل به کورتیکواستروئید می‌شود و در پاسخ، غده فوق کلیوی کورتیزول بیشتری تولید می‌کند، اثر خالص آن، افزایش کورتیزول آزاد است که می‌تواند زمینه‌ساز مقاومت به انسولین در بارداری و احتمالاً بروز استریا شود. با وجود افزایش کورتیزول، مادر باردار سندرم کوشینگ یا علائم کورتیزول بالا را نشان نمی‌دهد. یک نظریه این است که سطح بالای پروژسترون به عنوان آنتاگونیست با کورتیزول عمل می‌کند.
غده فوق کلیه تا هشت برابر، آلدوسترون بیشتری تولید می‌کند اما علائم هیپرآلدوسترونیسم (مانند هیپوکالمی، هیپرناترمی یا فشار خون بالا) در زنان باردار مشاهده نمی‌شود.
غده فوق کلیوی همچنین آندروژن‌های بیشتری مانند تستوسترون تولید می‌کند، اما با افزایش استروژن در گلوبولین متصل به هورمون جنسی (SHBG)، این ماده بافر می‌شود. SHBG به سرعت به تستوسترون و به میزان کمتری DHEA متصل می‌شود.

### تیروئید
تیروئید بزرگ می‌شود و ممکن است در سه‌ماهه اول به راحتی لمس شود. افزایش ترشح کلیه در دوران بارداری باعث دفع ید بیشتر و باعث کمبود ید نسبی و در نتیجه افزایش اندازه تیروئید می‌شود. افزایش اثر تحریکی استروژن بر گلوبولین متصل به تیروئید (TBG) منجر به افزایش تیروکسین کل (free T4) می‌شود، اما تیروکسین آزاد (T4) و تری یدوتیرونین (T3) طبیعی باقی می‌مانند.

### آزمایشات عملکرد غدد درون ریز در بارداری
| هورمون              | تست              | نتیجه                                                                                    |
| ------------------- | ---------------- | ---------------------------------------------------------------------------------------- |
| FSH , LH            | تحریک GnRH       | از بارداری سوم تا چند هفته پس از زایمان پاسخ نمی‌دهد                                      |
| هورمون رشد          | تست تحمل انسولین | پاسخ به تست در نیمه اول بارداری افزایش می‌یابد و سپس تا چند هفته پس از زایمان طبیعی می‌شود |
| TSH                 | تحریک TRH        | پاسخ بدون تغییر                                                                          |
| انسولین پانکراس     | تست تحمل گلوکز   | اوج (Peak) گلوکز افزایش می‌یابد و غلظت گلوکز برای مدت طولانی‌تری بالا می‌ماند               |
| کورتیزول آدرنال     | تزریق ACTH       | پاسخ افزایش یافته (Exaggerated) کورتیزول و آلدوسترون                                     |
|                     | متیراپون         | پاسخ کاهش یافته                                                                          |
| مینرالوکورتیکوئیدها | تزریق ACTH       | بدون پاسخ دئوکسی کورتیکوسترون                                                            |
|                     | دگزامتازون       | بدون پاسخ دئوکسی کورتیکوسترون (deoxycorticosterone)                                      |

## تغییرات پستان
سینه‌های یک زن در دوران بارداری تغییر می‌کند تا آن‌ها را برای شیردهی به کودک آماده کند. تغییرات طبیعی شامل موارد زیر است:
- حساسیت و درد پستان
- افزایش اندازه پستان در طول بارداری
- تغییر در رنگ یا اندازه نوک سینه‌ها و آرئول
- تظاهر برجسته‌تر اجزاء مونتگومری (برجستگی در آرئول)

از حدود هفته شانزدهم بارداری سینه‌ها قادر به تولید شیر هستند. نشت مقدار کمی مایع کاه رنگ به نام آغوز از نوک پستان‌ها غیر معمول نیست. توده‌های پستان نیز گاهی اوقات در دوران بارداری ایجاد می‌شوند اما این‌ها به‌طور کلی کیست‌های خوش‌خیم یا فیبروآدنوم هستند که نگران‌کننده نیستند. در صورت شروع نشت مایع آغشته به خون نوک پستان‌ها، حتماً باید با پزشک مشورت کرد.
بسیاری از افراد به اشتباه فکر می‌کنند که شیردهی باعث آویزان شدن پستان‌ها می‌شود در نتیجه، امروزه برخی از والدین تمایلی به شیردهی به نوزادان خود ندارند. در واقع، تغذیه با شیر مادر مهم‌ترین عامل در افتادگی پستان‌ها محسوب نمی‌شود بلکه عواملی از جمله: سیگار کشیدن، شاخص توده بدنی (BMI)، تعداد بارداری‌های فرد، اندازه پستان وی قبل از بارداری و سن مؤثر است.
اندازه پستان میزان شیر تولیدی در خانم‌ها را تعیین نمی‌کند یا اینکه آیا او می‌تواند با موفقیت کودک خود را تغذیه کند یا نه. اندازه بزرگتر سینه قبل از بارداری نشانه وجود سلول‌های چربی بیشتری در پستان است که بر تولید شیر تأثیر نمی‌گذارد.

## قلبی عروقی
قلب از جهات مختلف با افزایش تقاضای قلبی که در دوران بارداری رخ می‌دهد سازگار می‌شود.
- برون ده قلب (لیتر / دقیقه): ۶٫۲۶
- حجم استوک (میلی لیتر): ۷۵
- ضربان قلب (در دقیقه): ۸۵
- فشار خون: بی تأثیر

برون ده قلب در اوایل بارداری افزایش می‌یابد و در سه‌ماهه سوم به اوج خود می‌رسد، معمولاً به ۳۰–۵۰٪ بالاتر از حد پایه. استروژن از طریق افزایش حجم کلی خون (که ۴۰ تا ۵۰٪ افزایش می‌یابد) واسطه این افزایش در خروجی قلب است. ضربان قلب افزایش می‌یابد، اما به‌طور کلی بیش از ۱۰۰ ضربان در دقیقه نیست. مقاومت عروق کلیوی به میزان ۲۰٪ ثانویه به اثر گشادی عروقی پروژسترون کاهش می‌یابد. به‌طور کلی، فشار خون سیستولیک و دیاستولیک ۱۰–۱۵ میلی‌متر جیوه در سه‌ماهه اول بارداری کاهش می‌یابد و سپس در نیمه دوم بارداری به حالت اولیه برمی‌گردد. همه این سازگاری‌های قلبی عروقی می‌تواند منجر به شکایت‌های رایج مانند تپش قلب، کاهش تحمل فعالیت و سرگیجه شود. با این حال، هیچ مدرکی وجود ندارد که نشان دهد ورزش حتی در اواخر مراحل بارداری خطرناک باشد.

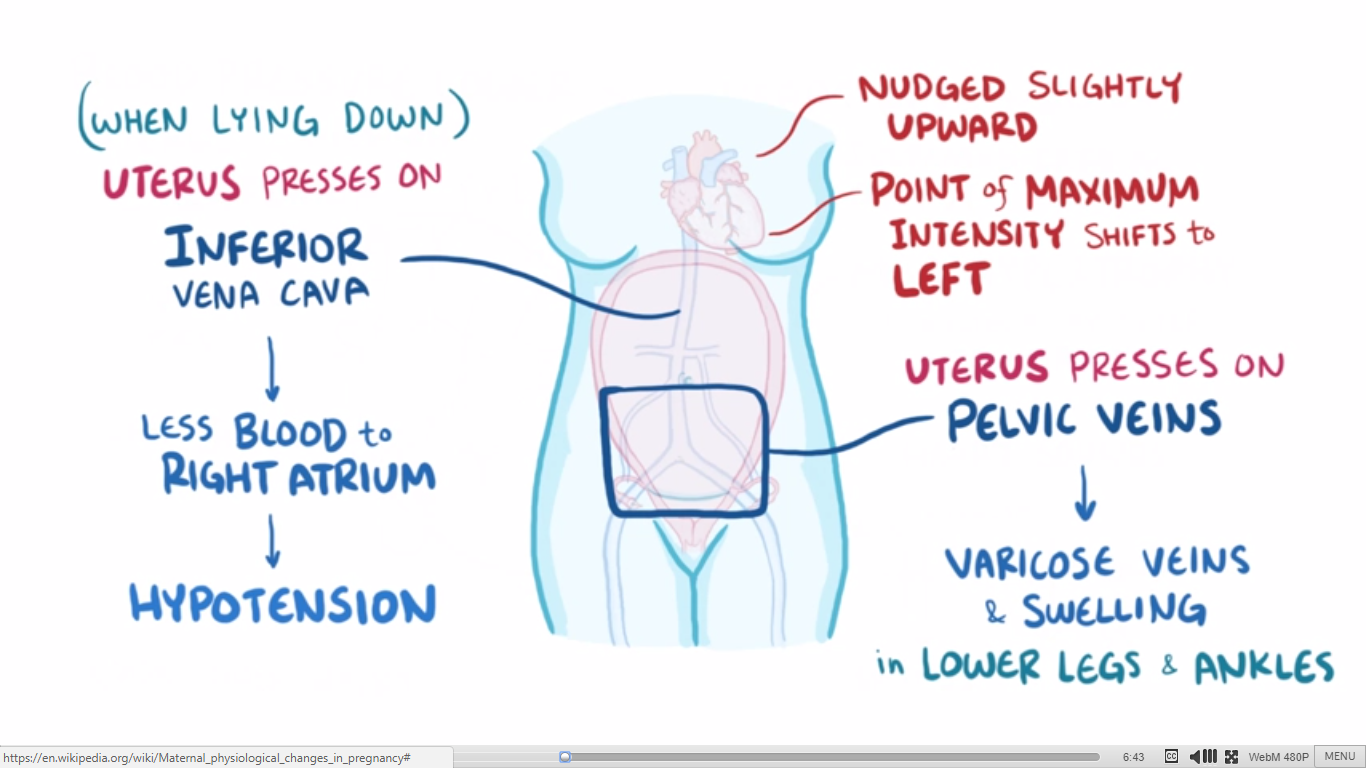
فشار رحم بر ورید اجوف تحتانی و وریدهای لگن و جابجایی PMI

بزرگ شدن رحم بیش از اندازهٔ ۲۰ هفته می‌تواند باعث فشار بر ورید اجوف تحتانی شود، و بازگشت خون به قلب یا پیش‌بار (preload) را به‌طور قابل توجهی کاهش دهد. در نتیجه، بارداران سالم در وضعیت خوابیده یا ایستاده طولانی مدت ممکن است علائم افت فشار خون را تجربه کنند.

## هماتولوژی

### حجم خون و غلظت هموگلوبین

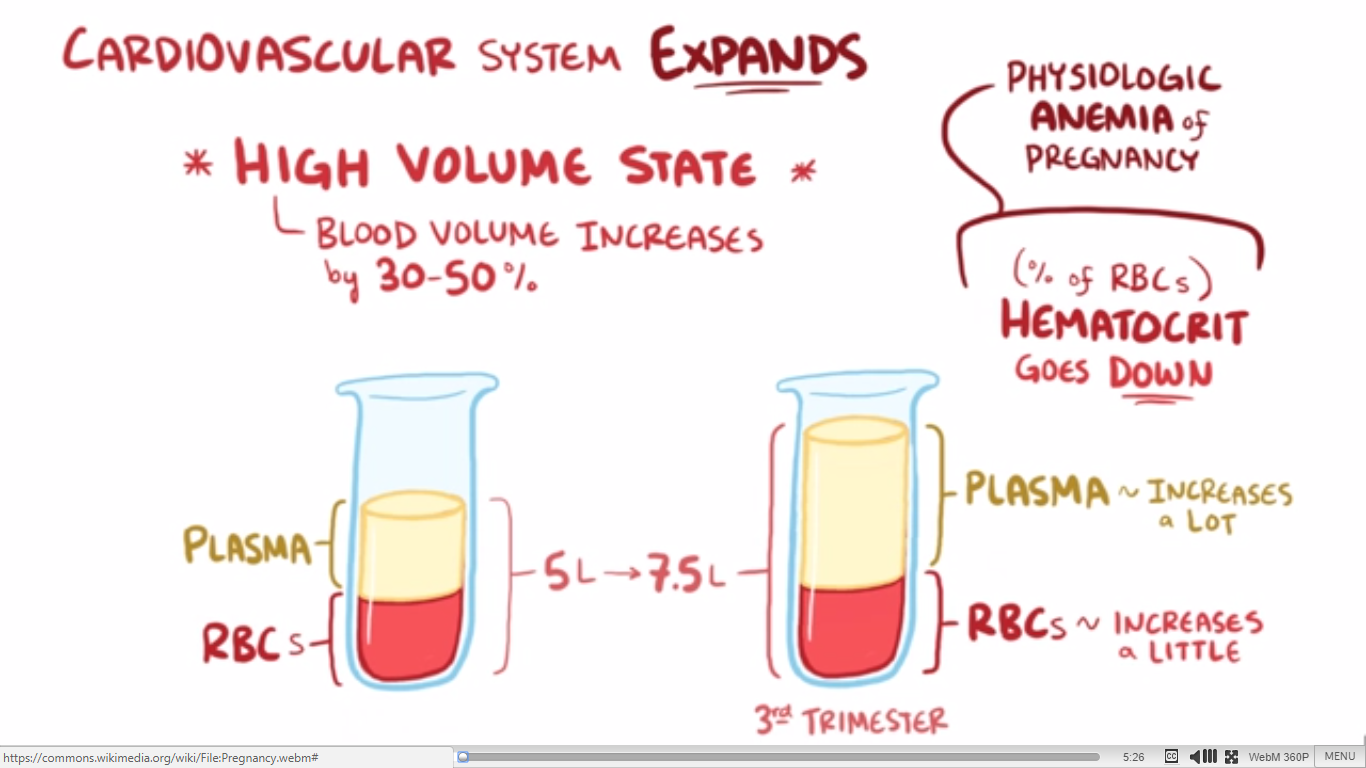
حجم خون مادر

در طول بارداری، حجم پلاسما ۴۰–۵۰ درصد و حجم گلبول‌های قرمز خون ۲۰–۳۰ درصد افزایش می‌یابد. این تغییرات بیشتر در سه‌ماهه دوم بارداری و قبل از هفته ۳۲ اتفاق می‌افتد. به دلیل رقیق شدن، نتیجهٔ نهایی کاهش هماتوکریت یا هموگلوبین است که مقیاس‌هایی از غلظت گلبول قرمز هستند. اریتروپویتین، که تولید گلبول‌های قرمز خون را تحریک می‌کند، در طول بارداری افزایش می‌یابد و این افزایش تا انتهای بارداری به ۱۵۰ درصد می‌رسد.
افت جزئی هماتوکریت یا هموگلوبین در اواخر سه‌ماهه دوم بارزتر است و با رسیدن به ترم به آرامی بهبود می‌یابد.

### شمارش پلاکت و گلبول سفید
اثر حاملگی بر روی تعداد پلاکت مشخص نیست، برخی مطالعات کاهش خفیف در تعداد پلاکت‌ها و برخی دیگر هیچ تغییری نشان نداده‌اند. تعداد گلبول‌های سفید خون با ظهور گاه به گاه سلول‌های میلوسیتی یا متامیلوسیتی در خون افزایش می‌یابد. در طول زایمان، افزایش تعداد لکوسیت‌ها وجود دارد.

### افزایش انعقاد پذیری
در بدن یک خانم باردار افزایش انعقاد پذیری اتفاق می‌افتد که منجر به افزایش خطر ایجاد لخته خون و آمبولی مانند ترومبوز ورید عمقی و آمبولی ریه می‌شود. زنان در دوران بارداری و در دوره پس از زایمان ۴–۵ برابر بیشتر از زمان بارداری در خطر ایجاد لخته در عروق هستند. قابلیت انعقاد پذیری زیاد در بارداری برای محافظت از زنان در برابر خونریزی در هنگام سقط جنین یا زایمان تکامل یافته‌است. در کشورهای جهان سوم، هنوز علت اصلی مرگ مادران خونریزی است. در ایالات متحده ۲۰۱۱–۲۰۱۳ خونریزی ۱۱٫۴٪ و آمبولی ریوی ۹٫۲٪ از کل مرگ‌های مربوط به بارداری را تشکیل داده‌اند.
افزایش خطر لخته شدن را می‌توان به موارد مختلفی نسبت داد. سطح پلاسمایی فاکتورهای پیش انعقادی به‌طور قابل توجهی در بارداری افزایش می‌یابد، از جمله: فاکتور فون ویلبراند، فیبرینوژن، فاکتور VII، فاکتور VIII و عامل X.
تولید پروستاسیکلین (مهار کننده تجمع پلاکت‌ها) و هم ترومبوکسان (یک عامل تجمع پلاکت و یک تنگ کننده عروق) افزایش می‌یابد، اما در مجموع افزایش واکنش پلاکت وجود دارد که می‌تواند منجر به ایجاد لخته شود. همچنین به دلیل فشار بر ورید اجوف تحتانی توسط رحم، ایستایی (استاز) خون افزایش پیدا می‌کند. عوامل زیادی خطر لخته شدن در بارداری را افزایش می‌دهد، از جمله ترومبوفیلیای پایه، سزارین، پره اکلامپسی و غیره. لخته معمولاً در پای چپ یا سیستم وریدی ایلیاک / فمورال چپ ایجاد می‌شوند. اخیراً چندین مورد از سندرم می-تورنر (May-Thurner) در بارداری گزارش شده‌است، جایی که شریان ایلیاک مشترک راست، ورید ایلیاک مشترک چپ را فشرده می‌کند.

### ادم
ادم یا تورم پا در دوران بارداری شایع است، تا حدی به دلیل بزرگ شدن رحم و فشار ناشی از آن، رگ‌ها و تخلیه لنفاوی از پاها با مشکل مواجه می‌شود.

## متابولیک
در دوران بارداری، هم متابولیسم پروتئین و هم متابولیسم کربوهیدرات تحت تأثیر قرار می‌گیرد. یک کیلوگرم پروتئین اضافی رسوب می‌کند و نیمی هم به جنین و جفت می‌رود و نیمی دیگر به پروتئین‌های انقباضی رحم، بافت غده سینه، پروتئین پلاسما و هموگلوبین می‌رسد.
نیاز بیشتر به مواد مغذی به علت رشد جنین و رسوب چربی، که تغییرات ناشی از هورمون‌های استروئیدی، لاکتوژن و کورتیزول است.
مقاومت به انسولین می‌تواند منجر به دیابت بارداری شود.
افزایش متابولیسم کبد نیز با افزایش گلوکونئوژنز برای افزایش سطح گلوکز مادر دیده می‌شود.

### وزن بدن

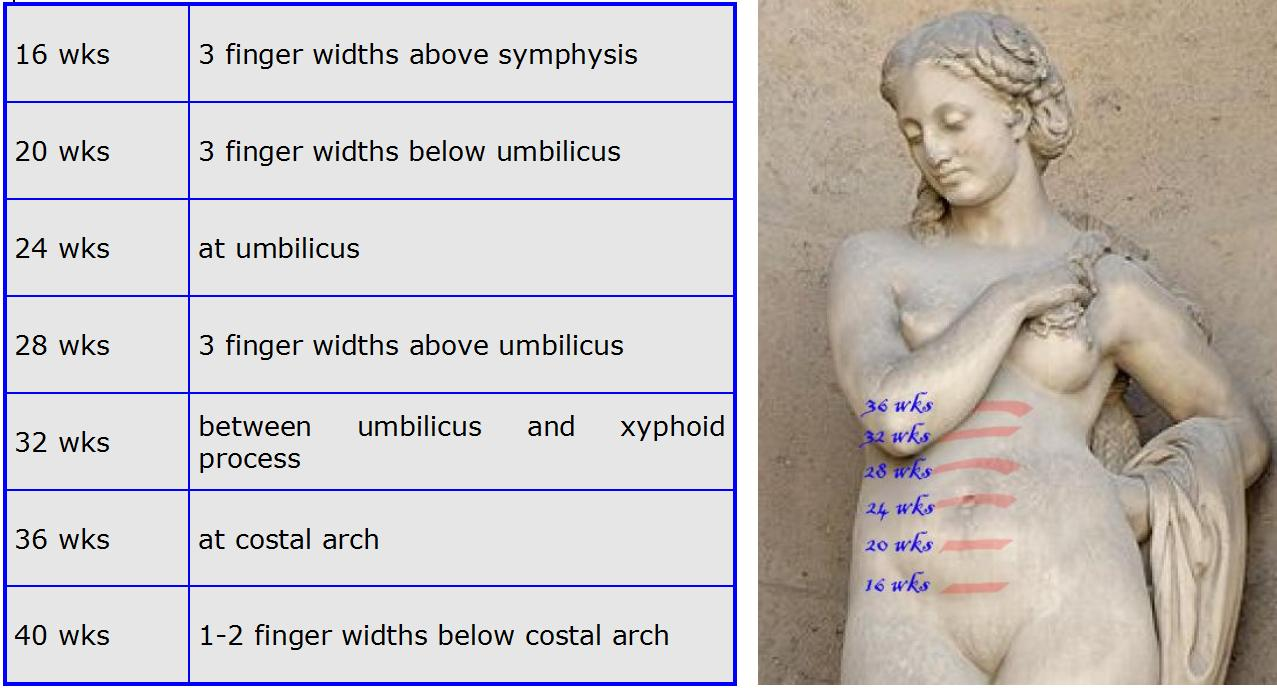
ارتفاع رحم در زمان‌های مختلف در دوران بارداری

درجاتی از افزایش وزن در دوران بارداری قابل پیش‌بینی است. بزرگ شدن رحم، رشد جنین، جفت، مایع آمنیوتیک، افزایش طبیعی چربی بدن و افزایش احتباس آب، همگی در افزایش وزن در دوران بارداری نقش دارند. میزان افزایش وزن می‌تواند از ۵ پوند (۲٫۳ کیلوگرم) تا بیش از ۱۰۰ پوند (۴۵ کیلوگرم) باشد.
در ایالات متحده، دامنه افزایش وزنی که پزشکان معمولاً توصیه می‌کنند ۲۵ پوند (۱۱ کیلوگرم) تا ۳۵ پوند (۱۶ کیلوگرم) است، اگر خانم باردار اضافه وزن داشته باشد، کمتر و اگر کم وزن باشد تا بیشتر از ۴۰ پوند (۱۸ کیلوگرم).

### تغذیه
از نظر تغذیه زنان باردار نیاز به افزایش کالری ۳۵۰ کیلو کالری در روز و افزایش پروتئین به ۷۰ تا ۷۵ گرم در روز دارند. همچنین نیاز فولات از ۰٫۴ به ۰٫۸ میلی‌گرم در روز (برای جلوگیری از نقص لوله عصبی) می‌رسد.

## دستگاه ادراری تناسلی

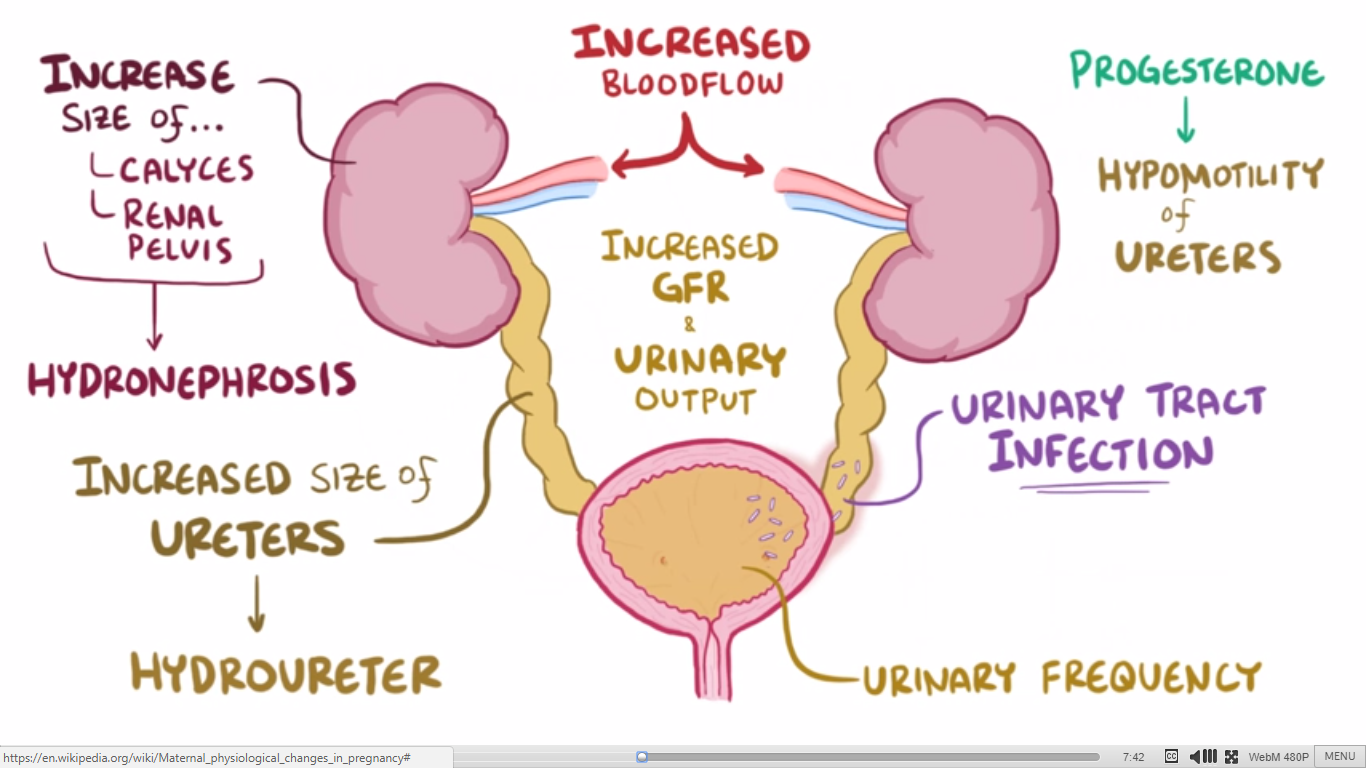
تغییرات دستگاه ادراری تناسلی در بارداری

پروژسترون تغییرات زیادی در سیستم ادراری تناسلی ایجاد می‌کند. در اواخر بارداری، ممکن است خانم باردار دچار هیدرونفروز فیزیولوژیک و هیدرویورتر شود، که طبیعی است. پروژسترون باعث گشاد شدن عروق و افزایش جریان خون در کلیه‌ها می‌شود و در نتیجه میزان فیلتراسیون گلومرولی (GFR) معمولاً ۵۰٪ افزایش می‌یابد و حدود ۲۰ هفته پس از زایمان به حالت طبیعی برمی‌گردد. افزایش GFR باعث افزایش حجم ادرار، افزایش دفع پروتئین، آلبومین و گلوکز می‌شود. پروژسترون همچنین باعث کاهش حرکات حالب می‌شود و گاه به علت سکون ادرار خطر عفونت ادراری افزایش پیدا می‌کند. هیدرونفروز فیزیولوژیکی ممکن است از شش هفته ظاهر شود.
بارداری باعث کاهش تنوع گونه / جنس میکروبیوتای واژن تغییر می‌شود.

## دستگاه گوارش
تغییرات سیستم گوارشی (GI) در دوران بارداری به دلیل بزرگ شدن رحم و تغییرات هورمونی بارداری ایجاد می‌شود. از نظر آناتومیک، روده و معده توسط رحم در حال بزرگ شدن از موقعیت اصلی خود خارج می‌شوند، در حالی که هیچ تغییر ذاتی در اندازه اندام‌های دستگاه گوارش وجود ندارد. افزایش سطح پروژسترون و استروژن در بسیاری از تغییرات عملکردی سیستم GI در دوران بارداری نقش دارد. پروژسترون باعث شل شدن عضلات صاف و متعاقباً کند شدن حرکات دستگاه گوارش می‌شود و میزان تون اسفنکتر تحتانی مری (LES) را کاهش می‌دهد. افزایش حاصل در فشار داخل معده همراه با میزان LES پایین منجر به ریفلاکس معده مری می‌شود که معمولاً مادران در دوران بارداری تجربه می‌کنند.
افزایش وقوع سنگ‌های صفراوی در دوران بارداری به دلیل مهار انقباض کیسه صفرا (در نتیجه افزایش شل شدن عضلات صاف به واسطه پروژسترون) است که منجر به کلستاز بارداری می‌شود.
تهوع و استفراغ حاملگی، که معمولاً به عنوان «تهوع صبحگاهی» شناخته می‌شود، یکی از رایج‌ترین علائم دستگاه گوارش در بارداری است. بین ۴ تا ۸ هفته بارداری شروع می‌شود و معمولاً ۱۴ تا ۱۶ هفته فروکش می‌کند. علت دقیق حالت تهوع به‌طور کامل مشخص نشده‌است اما با افزایش سطح گنادوتروپین جفتی انسانی، پروژسترون و در نتیجه شل شدن عضله صاف معده ارتباط دارد. Hyperemesis gravidarum، که نوعی حالت تهوع و استفراغ حاملگی است، می‌تواند منجر به کمبود تغذیه، کاهش وزن، عدم تعادل الکترولیت‌ها شود و یکی از دلایل اصلی بستری در سه‌ماهه اول بارداری است.
یبوست یکی دیگر از علائم دستگاه گوارش است که معمولاً در دوران بارداری مشاهده می‌شود. هنگامی که روده بزرگ توسط رحم در حال رشد تحت فشار قرار می‌گیرد انسداد مکانیکی ایجاد می‌گردد. تصور می‌شود کاهش تحرک در کل سیستم گوارش و همچنین افزایش جذب آب در دوران بارداری نیز از عوامل مؤثر در این امر هستند.
تمایل به غذاها یا برعکس پرهیز از غذاها یا بوی برخی از مواد غذایی در بارداری شایع است. اگرچه سازوکار دقیق این علائم به‌طور کامل توضیح داده نشده‌است، اما تصور می‌شود که ولع مصرف در رژیم غذایی ممکن است از این فکر ناشی شود که غذاهای خاصی ممکن است به رفع حالت تهوع کمک کنند. پیکا، که میل شدید به مواد غیرمعمول مانند خاک رس و یخ است نیز در بارداری گزارش شده‌است.
بواسیر و بیماری لثه دو یافته جسمی متداول در ارتباط با سیستم گوارشی است. بواسیر در نتیجه یبوست و احتقان وریدی ایجاد می‌شود که در بارداری شایع است. تصور می‌شود بیماری لثه مربوط به نرم شدن لثه و ورم (تورم ناشی از جمع شدن مایعات) است که اغلب در بارداری مشاهده می‌شود. مکانیسم و دلیل تغییرات لثه به خوبی درک نشده‌است.

## تحمل ایمنی
جنین درون یک زن باردار ممکن است به عنوان یک آلوگرافت غیرمعمول موفق دیده شود، زیرا از نظر ژنتیکی با او متفاوت است. به همین ترتیب، بسیاری از موارد سقط خود به خودی را می‌توان رد پیوند مادر توصیف کرد.

## اسکلتی عضلانی
سازگاری یافتن نورومکانیکی با بارداری به تغییر در راه رفتن، پارامترهای وضعیتی و همچنین بازخورد حسی مربوط می‌شود، به دلیل تغییرات آناتومیک، فیزیولوژیک و هورمونی متعددی که زنان در دوران بارداری تجربه می‌کنند. چنین تغییراتی خطر ابتلا به اختلالات اسکلتی - عضلانی و آسیب‌های ناشی از سقوط را افزایش می‌دهد. اختلالات اسکلتی - عضلانی شامل کمردرد، گرفتگی عضلات پا و دردهای مفصلی است. زنان باردار با نرخ مشابه (۲۷٪) نسبت به زنان بالای ۷۰ سال (۲۸٪) زمین‌می‌خورند. بیشترین میزان زمین‌خوردن (۶۴٪) در سه‌ماهه دوم اتفاق می‌افتد.
برخی از عواملی که ممکن است در این آسیب‌ها نقش داشته باشند شامل انحراف از وضعیت طبیعی بدن، تعادل و راه رفتن هستند.
وضعیت بدن با پیشرفت بارداری تغییر می‌کند. تغییر وضعیت بدن به‌طور طبیعی در اثر کشش عضلات شکم زن هنگام رشد جنین اتفاق می‌افتد. این عضلات کمتر قادر به انقباض و نگهداری کمر در یک راستای مناسب هستند. زن باردار الگوی متفاوت راه رفتن دارد. این مرحله، به دلیل افزایش وزن و تغییر در وضعیت بدن با پیشرفت بارداری طولانی می‌شود. علاوه بر این، افزایش وزن بدن در دوران بارداری، احتباس مایعات و افزایش وزن باعث کاهش قوس پا می‌شود و به طول و عرض پا افزایش می‌یابد. تأثیرات هورمون‌ها مانند استروژن و ریلکسین باعث بازسازی بافت‌های نرم، غضروف و رباط‌ها می‌شود. برخی از مفاصل اسکلتی مانند سمفیز شرمگاهی و ساکروایلیاک پهن می‌شوند یا سستی بیشتری پیدا می‌کنند.
اضافه شدن وزن، به ویژه در اطراف تنه، به‌طور طبیعی مرکز جرم مادر باردار را تغییر می‌دهد (COM).

### لوردوز کمر
برای جبران موقعیتی بار اضافی ناشی از بارداری، مادران باردار اغلب کمر خود را می‌کشند (extension). با افزایش بار جنین، زنان تمایل دارند تا کمر خود را به‌طور خاص در ناحیه کمر ستون مهره خود قوس دهند تا ثبات وضعیت و تعادل را حفظ کنند. قوس ناحیه کمر به لوردوز کمر معروف است که با کاهش گشتاور مفصل ران، مرکز جرم را به حالت پایدار بازیابی می‌کند. بر اساس مطالعه‌ای که توسط ویتکوم و دیگران انجام شد، لوردوز کمر می‌تواند از زاویه ۳۲ درجه در ۰٪ توده جنین (یعنی زنان غیر باردار یا اوایل بارداری) به ۵۰ درجه در ۱۰۰٪ توده جنین افزایش یابد (اواخر بارداری). با زایمان، زاویه لوردوز کاهش می‌یابد و می‌تواند به زاویه قبل از بارداری برسد. متأسفانه، گرچه لوردوز کمر گشتاور مفصل ران را کاهش می‌دهد، اما بار ستون فقرات را تشدید می‌کند، که ممکن است دلیل کمردرد مشترک در زنان باردار باشد.

### پایداری وضعیت بدن
وزن اضافه شده در طی پیشرفت بارداری نیز بر توانایی حفظ تعادل تأثیر می‌گذارد.
زنان باردار درک کمتری از تعادل هنگامی که به آرامی ایستاده‌اند دارند، که با افزایش حرکت به جلو و عقب بدتر می‌شود. این رابطه با پیشرفت حاملگی افزایش یافته و به‌طور قابل توجهی پس از زایمان کاهش می‌یابد. برای جبران کاهش ثبات تعادل، عرض بدن برای حفظ ثبات وضعیت افزایش می‌یابد.

### راه رفتن
راه رفتن در زنان باردار غالباً به صورت اردکی (waddle) ظاهر می‌شود. با این حال، تحقیقات نشان داده‌است که راه رفتن به جلو به تنهایی در دوران بارداری بدون تغییر است. مشخص شده‌است که پارامترهای راه رفتن مانند حرکت‌شناسی راه رفتن، (سرعت، طول گام و سرعت) در سه‌ماهه سوم بارداری و یک سال پس از زایمان بدون تغییر باقی می‌مانند. این پارامترها نشان می‌دهد که هیچ تغییری در حرکت رو به جلو وجود ندارد. اگرچه، افزایش قابل توجهی در پارامترهای راه رفتن حرکتی وجود دارد که می‌تواند برای توضیح چگونگی حرکت حرکات راه رفتن علی‌رغم افزایش توده بدن، عرض و تغییر توزیع توده در مورد کمر در دوران بارداری استفاده شود. برای جبران این انحرافات راه رفتن، زنان باردار اغلب سازگاری‌هایی انجام می‌دهند که منجر به آسیب‌های اسکلتی-عضلانی می‌شود. نتایج نشان می‌دهد که ورزش و تهویه ممکن است به بهبود این نشانه‌ها کمک کند.

## تنفسی
تغییرات فیزیولوژیکی زیادی در دوران بارداری رخ می‌دهد که بر وضعیت و عملکرد تنفسی تأثیر می‌گذارد. پروژسترون اثرات محسوسی بر روی فیزیولوژی تنفسی دارد، باعث افزایش حجم دقیقه (مقدار هوای ورودی به ریه و خروجی از آن در یک دقیقه) در سه‌ماهه اول ۴۰٪ و فقط از طریق افزایش حجم جاری می‌شود، زیرا سرعت تنفس در بارداری تغییر نمی‌کند. در نتیجه، سطح دی‌اکسید کربن در خون کاهش می‌یابد و pH خون قلیایی می‌شود (یعنی PH بالاتر و بیشتر بازی است). این امر باعث می‌شود کلیه‌های مادر بی کربنات دفع کنند تا این تغییر در PH جبران شود. اثر ترکیبی کاهش غلظت سرمی دی‌اکسید کربن و بی‌کربنات منجر به افزایش مختصر در pH خون می‌شود (به ۷٫۴۴ در مقایسه با ۷٫۴۰ در حالت غیر باردار). اگر نمونه گاز خون شریانی (ABG) یک زن باردار آزمایش شود، ممکنست شاهد آلکالوز تنفسی (بواسطه کاهش دی‌اکسید کربن سرم از طریق ریه‌ها) به همراه اسیدوز متابولیک جبرانی (به خاطر کاهش بی‌کربنات سرم با واسطه کلیه‌ها) باشیم.
با ادامه بزرگ شدن رحم و جنین، دیافراگم به تدریج بیشتر به سمت بالا جابجا می‌شود. این امر باعث می‌شود فضای کمتری برای انبساط ریه در حفره قفسه سینه در دسترس باشد و منجر به کاهش حجم ذخیره بازدم و حجم باقیمانده شود. این امر باعث کاهش ۲۰ درصدی ظرفیت باقیمانده عملکردی (FRC) در طول بارداری می‌شود.
مصرف اکسیژن در دوران بارداری، به علت نیاز به اکسیژن در جنین در حال رشد، جفت و هم افزایش فعالیت متابولیکی اندام‌های مادر، ۲۰ تا ۴۰ درصد افزایش می‌یابد. این افزایش در مصرف اکسیژن از یک سو و کاهش FRC از دیگر جهت به‌طور بالقوه می‌توانند بانوان باردار را نسبت به آسم، پنومونی و دیگر بیماری‌های تنفسی، مستعد کنند.